# 花竿黄竹
花竿黄竹（学名：Dendrocalamus membranaceus f. striatus）为禾本科黄竹牡竹属下的一个变型。

## 扩展阅读
- 維基物種上的相關：花竿黄竹